# Antonino Buttafuoco
Pour les articles homonymes, voir Buttafuoco.
Antonino Giuseppe Buttafuoco (né le 20 avril 1923 à Nissoria, mort le 2 avril 2005 à Leonforte) est un homme politique italien, membre du Mouvement social italien.

## Biographie
Consultant en assurance et prévoyance après un laurea en sciences politiques et sociales, il adhère au Fronte dell'Uomo Qualunque dont il est membre de la direction provinciale d'Enna, puis entre au Mouvement social italien.
Il est professeur de langues étrangères et il écrit dans plusieurs journaux et magazines.
Il est élu à l'Assemblée régionale sicilienne lors de la 2e législature en juin 1951, et y siège durant cinq mandats, jusqu'en 1971.
Il a été maire de Nissoria de 1968 à 1989.
Il a été élu député lors de la VIe législature du Parlement italien (de 1972 à 1976) et député européen lors des Ire et IIe législatures (de 1979 à 1989). Il a été d'abord non-inscrit puis en 1984 membre du groupe parlementaire des Droites européennes. Il n'est pas reconduit par son parti en 1989 au profit du chef de groupe à l'Assemblée régionale sicilienne Vito Cusimano. 
Il est l'oncle du journaliste Pietrangelo Buttafuoco.